# Мочарник вапняковий
Мочарник вапняковий (Philonotis calcarea) — вид мохів порядку Bartramiales.

## Поширення
Батьківщиною є Європа, Північна Америка, Азія.
Населяє вологі ділянки; від низьких до помірних висот.

## Характеристика
Рослини великі, у нещільних або зрідка компактних пучках, від яскраво-зелених до жовтуватих, буруваті проксимально. Стебла заввишки 4–8 см, прямі, прості, запушені. Листки від яйцювато-ланцетних до ланцетних, 1.3–3 мм; краї закручені, зубчасті майже на всьому протязі, зубці парні на зрілих листках; верхівка рівномірно і поступово загострена. Спеціалізоване нестатеве розмноження відсутнє. Вид дводомний. Коробочкові ніжки 4 см, прямі або згинаються. Коробочка 2–3.5 мм. Спори 22–25 мкм.